# مخطاف أحمر الرقبة

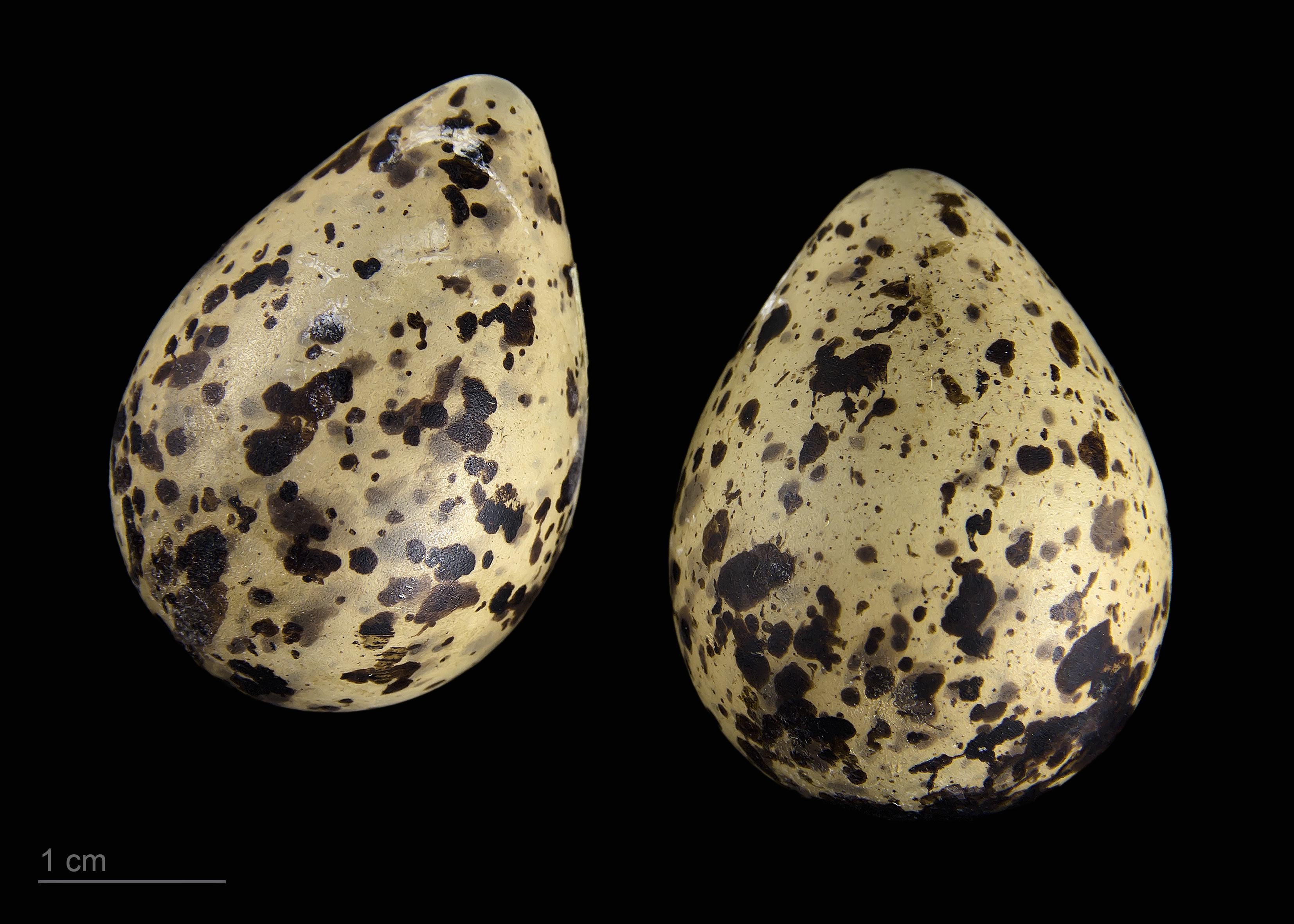
Phalaropus lobatus

مِخطاف أحمر الرقبة أو فلروب أحمر الرقبة  (الاسم العلمي:Phalaropus lobatus) (بالإنجليزية: Red-necked Phalarope)‏ هو نوع من الطيور يتبع جنس الفلروب من فصيلة دجاج الارض.